# Poplat (Stolac, BiH)
Poplat je naseljeno mjesto u općini Stolac, Federacija Bosne i Hercegovine, BiH.

## Povijest
Nakon potpisivanja Daytonskog mirovnog sporazuma izdvojeno je istoimeno naseljeno mjesto koje je pripalo općini Berkovići koja je ušla u sastav Republike Srpske.

## Stanovništvo

### 1991.
Nacionalni sastav stanovništva cijelog naselja Poplat 1991. godine, bio je sljedeći::
ukupno: 457
- Srbi – 162
- Muslimani – 173 (Većinom Njivice koje je zasebno selo)
- Hrvati – 112
- Jugoslaveni – 7
- ostali, neopredijeljeni i nepoznato – 3

### 2013.
Nacionalni sastav stanovništva 2013. godine, bio je sljedeći:
ukupno: 1402
- Hrvati – 1249
- Bošnjaci – 111 (Većinom Njivice koje je zasebno selo)
- Srbi – 33
- ostali, neopredijeljeni i nepoznato – 9

## Poznate osobe
- Dimitrije Mitrinović – kritičar, teoretičar, filozof, esejist, pjesnik i prevoditelj
- Gordan Mihić – scenarist, dramski pisac, reditelj i sveučilišni profesor